# Nam Joo-hyuk
Nam Joo-hyuk (hangul: 남주혁; hanja: 南柱赫; rr: Nam Ju-hyeok; MR: Nam Chuhyŏk; 22 de fevereiro de 1994) é um ator Sul coreano. Conhecido por seus papéis nas séries "Quem é você, School 2015" (2015) "A fada do Levantamento de Peso" (2017), "A noiva de Habaek" (2017), "Apostando Alto" (2020) e “Vinte e Cinco, Vinte e Um” (2022). 

## Carreira
Nam iniciou em sua carreira de modelo em 2013, para a coleção Songzio Homme Primavera / Verão 2014.. No ano seguinte, ele apareceu nos vídeos musicais de seus companheiros de YG Entertainment, Akdong Musician, e realizou sua estreia como ator atráves do drama televisivo The Idle Mermaid da tvN.
Em 2015, Nam interpretou seu primeiro protagonista na televisão, através do drama adolescente Who Are You: School 2015. No ano seguinte, ele desempenhou papéis coadjuvantes na série de romances universitários Cheese in the Trap e no drama histórico Moon Lovers: Scarlet Heart Ryeo.
Já em 2016, Nam tornou-se membro do elenco do programa de variedades Three Meals a Day e co-estrelou o drama esportivo-juvenil Weightlifting Fairy Kim Bok-joo.
Em 2017, ele estrelou o drama de romance de fantasia The Bride of Habaek da tvN.
Em 2018 realizou sua estreia no cinema, através do filme histórico The Great Battle, que lhe rendeu elogios por sua atuação, o levando a vencer os prêmios de Melhor Ator Revelação no Blue Dragon Awards e The Seoul Awards.

## Filmografia

### Televisão
| Ano  | Título                          | Papel                 | Emissora | Ref.   |
| ---- | ------------------------------- | --------------------- | -------- | ------ |
| 2014 | The Idle Mermaid                | Park Dae-bak          | tvN      | [ 2 ]  |
| 2015 | Who Are You: School 2015        | Han Yi-an             | KBS2     | [ 5 ]  |
| 2015 | Glamorous Temptation            | Jin Hyung-woo (jovem) | MBC      | [ 17 ] |
| 2016 | Cheese in the Trap              | Kwon Eun-taek         | tvN      | [ 7 ]  |
| 2016 | Moon Lovers: Scarlet Heart Ryeo | Baek-ah               | SBS      | [ 18 ] |
| 2016 | Weightlifting Fairy Kim Bok-joo | Jung Joon-hyung       | MBC      | [ 10 ] |
| 2017 | The Bride of Habaek             | Habaek                | tvN      | [ 13 ] |
| 2019 | Dazzling                        | Lee Joon-ha           | JTBC     | [ 19 ] |
| 2020 | The School Nurse Files          | Hong In-pyo           | Netflix  | [ 20 ] |
| 2020 | Start-Up                        | Nam Do-san            | tvN      | [ 21 ] |
| 2022 | Twenty-Five Twenty-One          | Baek Yi-jin           | tvN      | [ 22 ] |
| ASA  | Here                            |                       | ASA      | [ 23 ] |

### Filmes
| Ano  | Título           | Papel   | Ref.   |
| ---- | ---------------- | ------- | ------ |
| 2018 | The Great Battle | Sa-mool | [ 14 ] |
| 2020 | Josee            | Tsuneo  | [ 24 ] |
| ASA  | Remember         |         | [ 25 ] |

### Programas de variedades
| Ano       | Título                             | Emissora        | Função           | Ref.          |
| --------- | ---------------------------------- | --------------- | ---------------- | ------------- |
| 2014      | Nam TV                             | ICON TV/YouTube | Membro do elenco |               |
| 2014-2015 | Off to School                      | JTBC            | Membro do elenco | [ 26 ] [ 27 ] |
| 2016      | Celebrity Bromance                 | MBig TV         | Membro do elenco | [ 28 ]        |
| 2016      | Three Meals a Day: Gochang Village | tvN             | Membro do elenco | [ 9 ]         |
| 2016      | My Ear's Candy                     | tvN             | Membro do elenco | [ 29 ]        |
| 2019      | Coffee Friends                     | tvN             | Membro do elenco |               |
| 2021      | Unexpected Business                | tvN             | Membro do elenco | [ 30 ]        |

### Participações em vídeos musicais
| Ano  | Canção          | Artista                           | Ref.   |
| ---- | --------------- | --------------------------------- | ------ |
| 2014 | "200%"          | Akdong Musician                   | [ 4 ]  |
| 2014 | "Give Love"     | Akdong Musician                   | [ 4 ]  |
| 2015 | "Chocolate"     | Kangnam com participação de San E | [ 31 ] |
| 2018 | "When It Snows" | 1415 (Musical Duo)                | [ 32 ] |

## Prêmios e indicações
| Ano  | Prêmio                                    | Categoria                                | Trabalho indicado               | Resultado | Ref.   |
| ---- | ----------------------------------------- | ---------------------------------------- | ------------------------------- | --------- | ------ |
| 2015 | Korea Drama Awards                        | Melhor Ator Revelação                    | Who Are You: School 2015        | Indicado  | [ 33 ] |
| 2015 | APAN Star Awards                          | Melhor Ator Revelação                    | Who Are You: School 2015        | Venceu    | [ 34 ] |
| 2015 | KBS Drama Awards                          | Melhor Ator Revelação                    | Who Are You: School 2015        | Indicado  | [ 35 ] |
| 2015 | KBS Drama Awards                          | Prêmio de Popularidade, Ator             | Who Are You: School 2015        | Venceu    | [ 36 ] |
| 2016 | MBC Drama Awards                          | Prêmio de Excelência, Ator em Minissérie | Weightlifting Fairy Kim Bok-joo | Indicado  | [ 37 ] |
| 2016 | MBC Drama Awards                          | Melhor Ator Revelação                    | Weightlifting Fairy Kim Bok-joo | Venceu    | [ 37 ] |
| 2018 | The Seoul Awards                          | Melhor Ator Revelação (Filme)            | The Great Battle                | Venceu    | [ 38 ] |
| 2018 | Marie Claire Asia Star Awards             | Prêmio de Estrela em Ascensão            | The Great Battle                | Venceu    | [ 39 ] |
| 2018 | Korean Association of Film Critics Awards | Melhor Ator Revelação                    | The Great Battle                | Venceu    | [ 40 ] |
| 2018 | Blue Dragon Film Awards                   | Melhor Ator Revelação                    | The Great Battle                | Venceu    | [ 16 ] |
| 2019 | 10th KOFRA Film Awards                    | Melhor Ator Revelação                    | The Great Battle                | Venceu    |        |
| 2019 | 55th Baeksang Arts Awards                 | Melhor Ator Revelação                    | The Great Battle                | Indicado  |        |
| 2019 | 24th Chunsa Film Art Awards               | Melhor Ator Revelação                    | The Great Battle                | Indicado  |        |
| 2019 | 28th Buil Film Awards                     | Melhor Ator Revelação                    | The Great Battle                | Indicado  |        |